# Robert F. Sargent
Robert F. Sargent (26. august 1923 – 8. maj 2012) var en Chief Photographer's Mate i United States Coast Guard. Han er bedst kendt for det billede han tog af tropper fra Company E, 16th Infantry, 1st Infantry Division der gik land på Omaha Beach fra landingsfartøj fra den amerikanske kystvagt under Invasionen af Normandiet.